# Didier Mollard
Pour les articles homonymes, voir Mollard.
Didier Mollard, né le 4 décembre 1969 à Chambéry (Savoie), est un sauteur à ski français, actif de 1985 à 1997. Il est considéré comme l'un des meilleurs Français de l'histoire de la discipline avec notamment six podiums en Coupe du monde dont une seconde place sur le tremplin d'Holmenkollen à Oslo lors de la saison 1993. Il a pris part à trois éditions des Jeux olympiques d'hiver (1988, 1992 et 1994) et cinq Championnats du monde (de 1987 à 1997), tout proche d'une médaille lors du concours par équipes en 1993 avec une quatrième place aux côtés de Jérôme Gay, Nicolas Jean-Prost et Steve Delaup.
Après sa retraite sportive, il prend la direction d'un restaurant de haute altitude « l’Étape » puis 
« Le Signal », « La ferme de la Ruelle » et « l’Auberge du Télé ». Il s'engage aussi dans la vie politique en étant élu à l'urbanisme dans la ville des Contamines-Montjoie à partir de 2008.

## Biographie

### Carrière sportive
Didier Mollard ses débuts en Coupe du monde à seulement seize ans lors d'une étape à Chamonix le 22 décembre 1985 avec une 11e place. Talent très précoce, cet excellent résultat l'amène à disputer la semaine suivante sa première Tournée des quatre tremplins. Il y est la révélation française en terminant meilleur Français et une 14e place finale. Un mois plus tard, il échoue de peu pour monter sur son premier podium avec une quatrième place lors de l'épreuve d'Oberwiesenthal. Avec Frédéric Berger, ils sont les seuls Français à avoir inscrit des points en Coupe du monde cette saison-là.
Lors de la saison 1987, il loin de rééditer ses performances lors de la Tournée et rate ses premiers Championnats du monde avec pour meilleur résultat une 46e place sur grand tremplin. Toutefois, il décroche son premier podium à Örnsköldsvik (Suède) le 4 mars 1987 son premier podium en Coupe du monde avec une troisième place derrière Ari-Pekka Nikkola et Andreas Felder (tous deux champions du monde en 1987, le premier par équipes, le second sur grand tremplin). Il est le troisième Français à monter sur un podium après Bernard Moullier en 1980 et Frédéric Berger en 1985.
Lors de la saison 1988, il est le seul Français à inscrire des points en Coupe du monde. Il monte sur son second podium de sa carrière avec une troisième place à Planica lors de l'ultime épreuve de la saison derrière les Yougoslaves Primož Ulaga et Rajko Lotrič. Il prend part également à ses premiers Jeux olympiques d'hiver à Calgary. Dans une délégation français où il côtoie Frédéric Berger, il prend la 34e place sur petit tremplin et la 26e place sur grand tremplin.
Après une année 1989 en recul, il dispute toute la saison 1990 pour une 35e place mondiale. La nouvelle génération de sauteur français se met petit à petit en place avec les arrivées de Nicolas Jean-Prost puis de Steve Delaup.
Après une saison blanche en 1991, Didier Mollard prépare ses deuxièmes Jeux olympiques qui se déroulent à Albertville. Outsider, il termine à une 8e place sur petit tremplin.
La saison 1993 est la meilleure de sa carrière. Il monte sur le troisième podium de sa carrière à Ruhpolding en décembre 1992 derrière Stephan Zünd et Werner Rathmayr. Il n'est pas le seul Français à monter sur un podium puisqu'une semaine plus tard Delaup connaît les mêmes joies à Sapporo. Deux autres Français marquent également des points cette saison : Jean-Prost et Jérôme Gay. Mollard obtient la 19e place la Tournée des quatre tremplins, son meilleur résultat depuis sa première participation en 1986. Il devient à cette occasion le premier Français à monter sur un podium lors de la Tournée avec une troisième place derrière Andreas Goldberger et Noriaki Kasai à Bischofshofen. Il monte deux autres fois sur un podium cette saison avec deux secondes places, la première fin janvier 1993 à Bad Mitterndorf derrière Jaroslav Sakala puis en mars sur le mythique tremplin d'Holmenkollen à Oslo où premier de la première manche, il doit se contenter de la deuxième place derrière le Norvégien double champion du monde 1993 Espen Bredesen, il déclare plus tard à l'évocation de ce souvenir : « J’ai tout donné, il m’a manqué un ou deux mètres, c’était rien du tout. J’étais heureux sur le podium, mais aussi terriblement déçu d’être passé à côté de quelque chose de merveilleux. Car pour nous, sauteurs, gagner à Holmenkollen, c’est au moins aussi important qu’une médaille olympique ! ». Il clôt sa saison à une 7e place au général, suivi de Delaup (12e), Jean-Prost (27e) et Gay (38e). Cette génération est tout près d'un exploit retentissant aux Championnats du monde 1993 de Falun dans l'épreuve par équipes en prenant la 4e place derrière les Norvégiens, les Tchécoslovaques et les Autrichiens.
À partir de 1994, sa carrière est en retrait, bien qu'il reste le meilleur Français avec plusieurs top-10 et une 22e place au général. Il participe à ses troisième Jeux olympiques à Lillehammer, il y obtient une 10e place sur grand tremplin et une 17e place sur petit tremplin, et enfin une 6e place dans l'épreuve par équipe aux côtés de Delaup, Jean-Prost et du champion du monde junior 1994 Nicolas Dessum.
Ses trois dernières années sont composées de coups d'éclats avec des 5e place en Coupe du monde à Lahti et Kuopio en 1995, ou encore à Falun en 1996. Dessum et Jean-Prost prennent alors le leadership de l'équipe de France. Il réalise un dernier coup d'éclat lors des Championnats du monde 1997 à Trondheim avec une 6e place sur petit tremplin. Il prend en fin de saison 1997 sa retraite sportive à 27 ans.

### Après carrière sportive

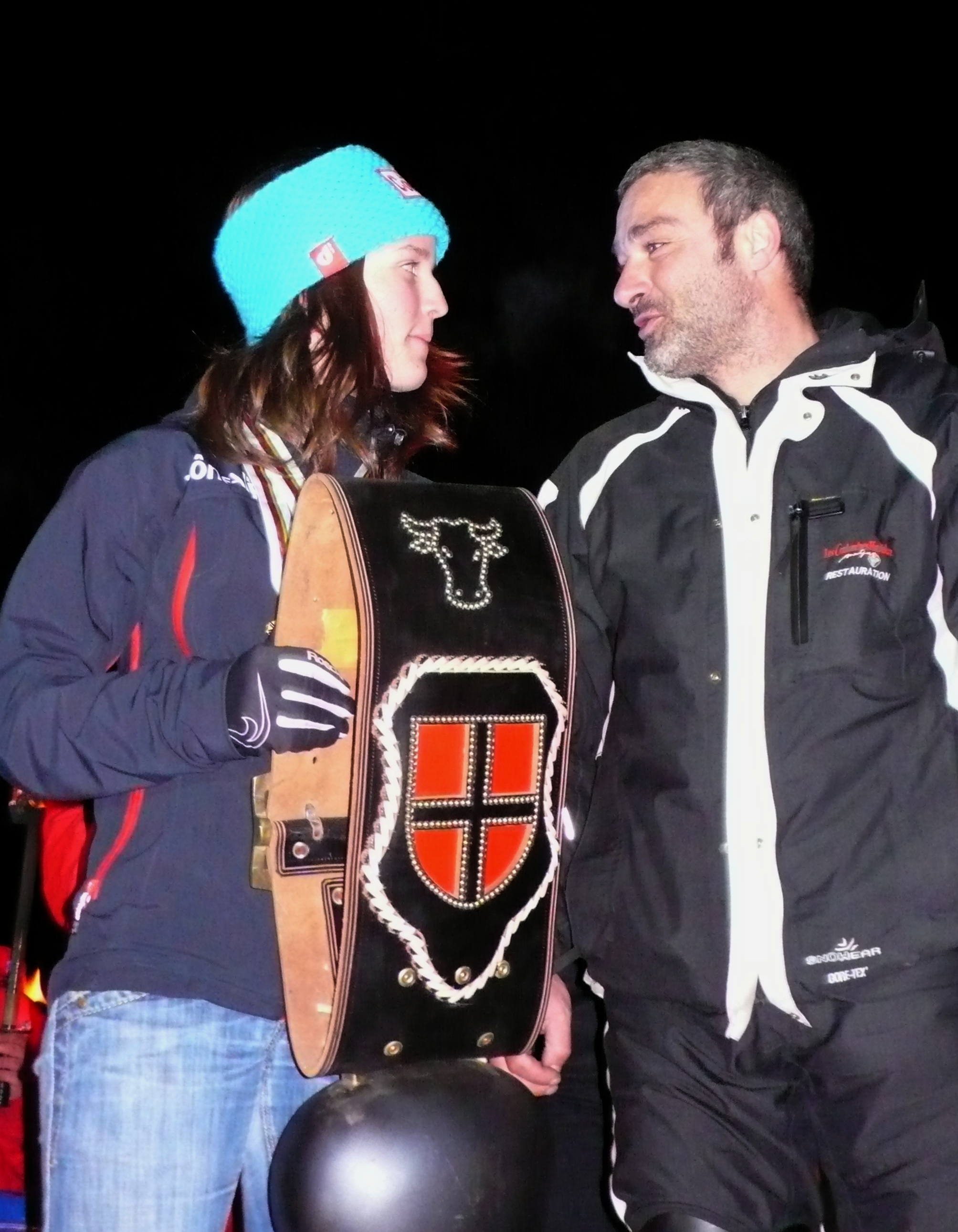
Cadeau de la municipalité des Contamines, remis à Coline Mattel remis par Didier Mollard.

Après sa retraite sportive, il prend la direction d'un restaurant de haute altitude en 2001 « l’Étape » puis « Le Signal », « La ferme de la Ruelle » et « l’Auberge du Télé », suivant les traces de son père responsable de la SOGERA (Société de Gestion des Restaurants d’Altitude) des Contamines. Il s'engage aussi dans la vie politique locale en étant élu à l'urbanisme dans la ville des Contamines-Montjoie à partir de 2008. Toujours en contact avec son sport, il a assisté à l'éclosion de Coline Mattel, originaire comme lui de la station des Contamines.
Didier Mollard est également directeur général de la société d'équipement des Contamines-Montjoie Hauteluce, qui gère les remontées mécaniques de domaine skiable.

## Palmarès

### Jeux olympiques d'hiver
Dans l'histoire des Jeux olympiques, Didier Mollard est le deuxième meilleur performeur en saut à ski français avec une 8e sur petit tremplin en 1992, seul Steve Delaup avec une 6e place sur grand tremplin en 1992 a fait mieux.
| Épreuve / Édition   | Individuel     | Individuel     | Par équipes    | Par équipes    |
| Épreuve / Édition   | Petit tremplin | Grand tremplin | Petit tremplin | Grand tremplin |
| JO 1988 Calgary     | 34e            | 26e            | —              | —              |
| JO 1992 Albertville | 8e             | 40e            | —              | 8e             |
| JO 1994 Lillehammer | 17e            | 10e            | —              | 6e             |

Légende :
- — : pas de participation à l'épreuve

### Championnats du monde
Dans l'histoire des Championnats du monde, Didier Mollard est le troisième meilleur performeur en saut à ski français avec une 6e sur petit tremplin en 1997 (tout comme Nicolas Jean-Prost sur grand tremplin en 1995), seul Nicolas Dessum avec une 5e place sur grand tremplin en 1997 a fait mieux, ainsi que Coline Mattel, médaillée de bronze à Oslo en 2011. Il a failli monter sur un podium lors de l'épreuve par équipes en 1993 avec une quatrième place aux côtés de Jérôme Gay, Nicolas Jean-Prost et Steve Delaup.
| Épreuve / Édition           | Individuel     | Individuel     | Par équipes    | Par équipes    |
| Épreuve / Édition           | Petit tremplin | Grand tremplin | Petit tremplin | Grand tremplin |
| Mondiaux 1987 Oberstdorf    | 51e            | 46e            | —              | —              |
| Mondiaux 1989 Lahti         | 28e            | 55e            | —              | —              |
| Mondiaux 1991 Val di Fiemme | 53e            | 46e            | —              | —              |
| Mondiaux 1993 Falun         | 21e            | 21e            | —              | 4e             |
| Mondiaux 1997 Trondheim     | 6e             | 21e            | —              | —              |

Légende :
- — : pas de participation à l'épreuve

### Championnats du monde de vol à ski
| Épreuve / Édition       | Individuel |
| Mondiaux 1990 Vikersund | 34e        |
| Mondiaux 1994 Planica   | 29e        |
| Mondiaux 1996 Tauplitz  | 33e        |

### Coupe du monde de saut à ski
- Meilleur classement au général : 7e en 1993.
- 6 podiums :
  - deux 2e places :
    -  Bad Mitterndorf le 31 janvier 1993,
    -  Holmenkollen le 14 mars de la même année;

  - quatre 3e places :
    -  Örnsköldsvik, 4 mars 1987
    -  Planica, 27 mars 1988
    -  Ruhpolding, 13 décembre 1992
    -  Bischofshofen, 6 janvier 1993

#### Différents classements en coupe du monde
Il est le sauteur à ski français à compter le plus de podiums en Coupe du monde (suivi par Nicolas Dessum avec deux podiums dont une victoire). Toutefois, Coline Mattel a plus de places d'honneur, avec huit podiums, dont deux victoires (sept podiums en 2013 au 20 février 2013). 
| Saison / Épreuve | Saison / Épreuve | Général | Général | Quatre tremplins | Quatre tremplins |
| ---------------- | ---------------- | ------- | ------- | ---------------- | ---------------- |
| Saison / Épreuve | Saison / Épreuve | Class.  | Points  | Class.           | Points           |
| 1986             | 1986             | 29e     | 23      | 14e              | 732,6            |
| 1987             | 1987             | 39e     | 15      | 94e              | 203,4            |
| 1988             | 1988             | 40e     | 20      | 87e              | 241              |
| 1989             | 1989             | 64e     | 2       | 91e              | 162              |
| 1990             | 1990             | 35e     | 22      | 65e              | 350              |
| 1991             | 1991             | -       | -       | -                | -                |
| 1992             | 1992             | 33e     | 22      | 41e              | 399,5            |
| 1993             | 1993             | 7e      | 114     | 19e              | 705,4            |
| 1994             | 1994             | 22e     | 178     | 27e              | 542,8            |
| 1995             | 1995             | 28e     | 129     | 35e              | 362,3            |
| 1996             | 1996             | 42e     | 105     | 55e              | 202,5            |
| 1997             | 1997             | 39e     | 102     | 52e              | 232              |

## Référence
1. ↑  « Le Mozart des hauts fourneaux », sur ledauphine.com, 2 septembre 2012 (consulté le 31 décembre 2012)
2. ↑  « Interview aux Contamines-Montjoie », sur remontees-mecaniques.net, 18 janvier 2018 (consulté le 22 janvier 2018).